# Angèle Diabang Brener
Angèle Diabang Brener, née en 1979, est une scénariste, réalisatrice et productrice de cinéma sénégalaise.

## Biographie
Angèle Diabang Brener est née à Dakar  le 10 janvier 1979. Elle s'est formée au cinéma au Média Centre de Dakar, puis en France, à La Fémis, et en Allemagne à la Filmakademie. Elle fait ses débuts comme monteuse, puis passe à la réalisation en 2005 avec Mon beau sourire, un documentaire sur les souffrances que s'infligent des Sénégalaises pour répondre aux canons de beauté,. Elle dirige la société de production et de réalisation Karoninka, qui affiche une douzaine de films à son actif en 2014. Cette structure a su se faire une place dans le milieu de l'audiovisuel grâce à des films documentaires, des fictions, des films institutionnels ou encore des clips vidéos. Karoninka est aussi très engagée en dehors des frontières du Sénégal. Ses productions s'étalent au dans d'autres pays d'Afrique tel que le Congo, mais aussi en Europe.
De 2014 à 2016, Angèle siégeait à la Présidence du Conseil d’Administration de la SODAV, une société de gestion collective des droits d’auteur du Sénégal.
Au FESPACO 2019, elle reçoit le prix de la femme cinéaste de la CEDEAO et le Poulain de bronze pour son court-métrage Un air de kora.

## Filmographie
- 2005 : Mon beau sourire[6],[7]
- 2007 : L’Homme est le remède de l’homme, avec Ousseynou Ndiaye et El Hadji Mamadou « Leuz » Niang[8]
- 2007 : Le Revers de l'exil[3]
- 2007 : Sénégalaises et Islam[9]
- 2008 : Yandé Codou, la griotte de Senghor
- 2014 : Congo, un médecin pour sauver les femmes[2]
- 2019 : Un air de kora (court-métrage)
- 2025 : Une si longue lettre[10]